# Lene Klein
Lene Klein (* 29. September 1912 in Bochum; † unbekannt) war eine deutsche Schriftstellerin und Übersetzerin.

## Leben und Werk
Lene Klein stammte aus Bochum. Verheiratet war sie mit dem DDR-Diplomaten Walter Klein, mit dem sie in Ost-Berlin in der DDR lebte.
Sie verfasste eine Reihe an Übersetzungen von spanischsprachigen Werken aus Südamerika. Daneben schrieb sie auch selbst, meistens zusammen mit ihrem Ehemann. Auch diese Bücher spielten zumeist in Südamerika.

## Schriften
Monografien
- mit Rose Gromulat: Revolution in Hinte. Tagebuch einer Agitationsbrigade auf dem Land. Dietz, Berlin 1961.
- mit Walter Klein: Brasilianisches Mosaik. Brockhaus, VEB, Leipzig 1972, 1974, 1979.
- mit Walter Klein: Begegnung mit Chile. Brockhaus, VEB, Leipzig 1971.
- mit Walter Klein: Das Palmenreich. Brockhaus, VEB, Leipzig 1975, 1983.
- mit Walter Klein: Tagebuch des Chilenen Federico W. Brockhaus, VEB, Leipzig 1977.
- mit Walter Klein: Der Sohn des Sertão. Brockhaus, VEB, Leipzig 1978, 1981, 1987.
- mit Walter Klein: Das Fest im Urwald. Märchen, Sagen und Volkserzählungen aus Brasilien neu erzählt. Kinderbuchverlag, Berlin 1983.

Übersetzungen aus dem Englischen
- Amerikanische Erzähler des 19. Jahrhunderts. 1958.
- John Sommerfield: Die Gegner. Roman. Volk und Welt, Berlin 1958.
- John Sommerfield: Die Erbschaft. Volk und Welt, Berlin 1959.

Übersetzungen aus dem Spanischen
- Manuel Guerrero: Gefährdetes Land. Dietz, Berlin 1960.
- Baldomero Lillo: Erzählungen aus Chile. Neues Leben, Berlin 1960.
- Miguel Otero Silva: Fieber. Roman der venezolanischen Revolution. Aufbau, Berlin 1960.
- Ruderer in der Nacht. Kubanische Erzählungen. Volk und Welt, Berlin 1963 und Progress-Verlag Fladung, Darmstadt 1964.
- Miguel Angel Asturias: Weekend in Guatemala. Volk und Welt, Berlin 1962.
- Miguel Angel Asturias: Sturm. Volk und Welt, Berlin 1967.
- Miguel Angel Asturias: Der grüne Papst. Volk und Welt, Berlin 1969.
- Miguel Angel Asturias: Die Augen der Begrabenen. Volk und Welt, Berlin 1971.